# مجمع الملك سعود التعليمي
مجمع الملك سعود التعليمي يتضمن قسمي البنين والبنات لجميع المراحل الدراسية من حضانة الأطفال إلى المرحلة الثانوية (الصف الثاني عشر) تعد المدرسة من المدارس المعدودة التي تمثل المملكة العربية السعودية خارج المملكة وتمثل الرياض داخلها في جميع الأصعدة العلمية والتربوية والأنشطة اللاصفية. افتتحه الملك سلمان بن عبد العزيز يوم الثلاثاء 15 محرم 1419 هـ حين كان أميرًا لمنطقة الرياض. في المدينة الجامعية لجامعة الملك سعود بالرياض. قسم البنين يقع خارج اسكان الجامعة...قسم البنات داخل اسكان الجامعة..مخرج 2 الدائري بمدينة الرياض، ويعتبر المجمع نهضة تعليمية قوية إذ انه حصل على المركز الأول بمدينة الرياض من المدارس الحكومية، والمركز الثالث من ناحية المدارس الحكومية والاهلية أي بعد مدارس نجد والرواد.
وهي الحائزة على لقب المدرسة الرائده المصنف لدى إدارة التربية والتعليم بمنطقة الرياض. تعد المدرسة أول من طبق نظام الموهوبين والاهتمام بهم وتنمية أفكارهم منذ عام 1424/1423 هـ، وهي أول من بدأ بنظام التعليم الإلكتروني عن طريق ثانوية البنات بالمجمع، وأول من طبق نظام الكتب الشرحية المساعدة عن طريق ابتدائية المجمع للبنين والبنات، وأول من طبق نظام الدروس الإلكترونية والتعليم عن بعد لطلاب المرحلة المتوسطة للبنين، وطبقت ثانوية مجمع الملك سعود التعليمي للبنين نظام المقررات بالعام الدراسي 1431/1430 هـ، كما تعتبر واحدة من أفضل المدارس المطبقة لهذا النظام.